# Бернашівка
Бернаші́вка — село в Україні, у Яришівській сільській громаді Могилів-Подільського району Вінницької області. Населення становить 209 осіб.

## Населення
За даними всеукраїнського перепису населення 2001 року у селі мешкало 209 осіб.
Мова
Розподіл населення за рідною мовою за даними перепису 2001 року був наступним:
| українська | 209 | 100,00 |

## Історія
За часів гетьмана Петра Дорошенка (1665—1676) — сотенний центр Могилівського полку.
У другій половині XVIII століття у селі збудована дерев'яна церква Покрова Пресвятої Богородиці.
7 (20) листопада 1917 року, відповідно до Третього Універсалу Української Центральної Ради, увійшло до складу Української Народної Республіки.
12 червня 2020 року, відповідно до Розпорядження Кабінету Міністрів України від № 707-р «Про визначення адміністративних центрів та затвердження територій територіальних громад Вінницької області», увійшло до складу Яришівської сільської громади.

19 липня 2020 року, в результаті адміністративно-територіальної реформи та ліквідації Могилів-Подільського району (1923 — 2020), село увійшло до складу новоутвореного Могилів-Подільського району.

Світлини села Бернашівка
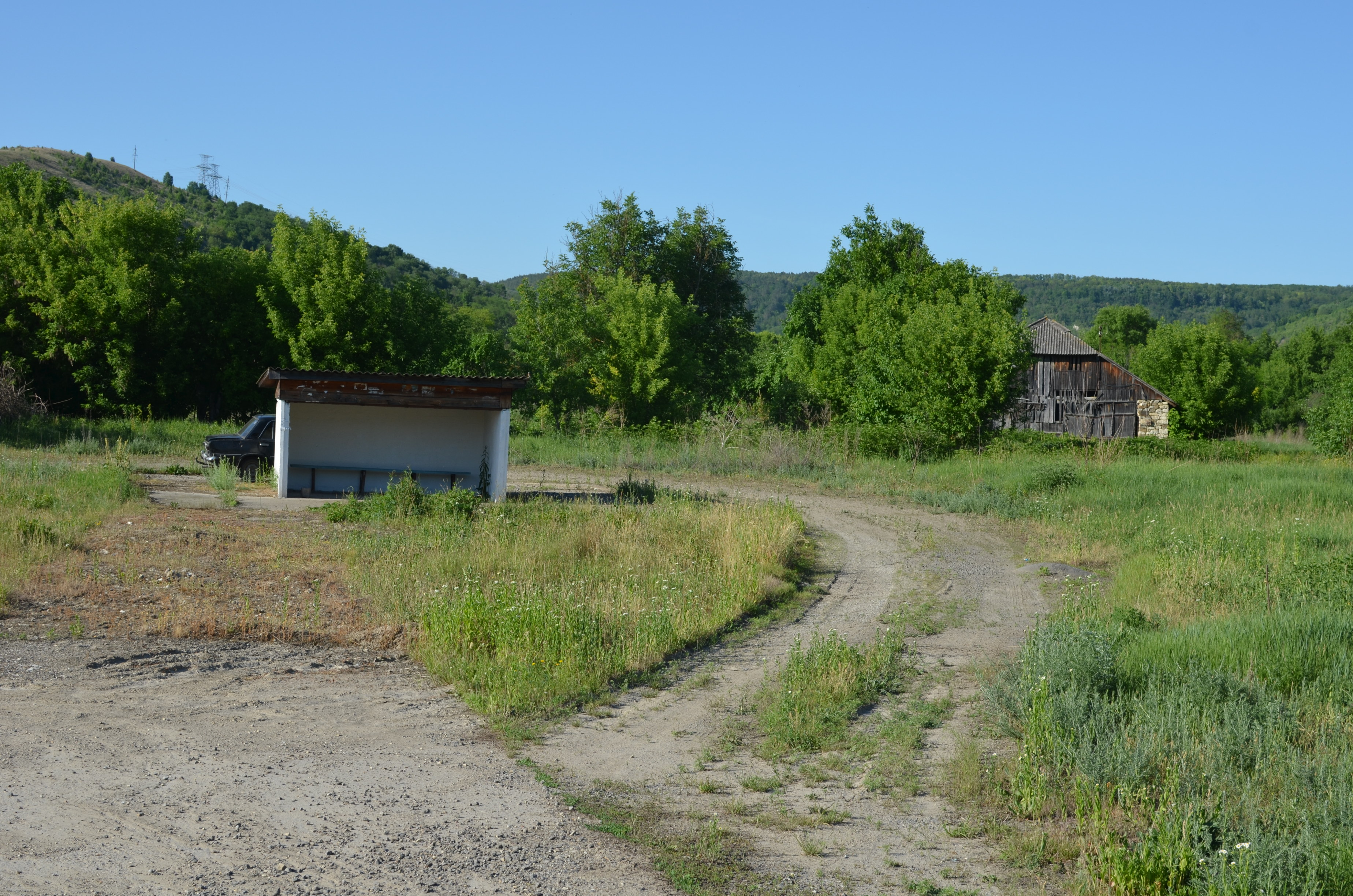
Автобусна зупинка
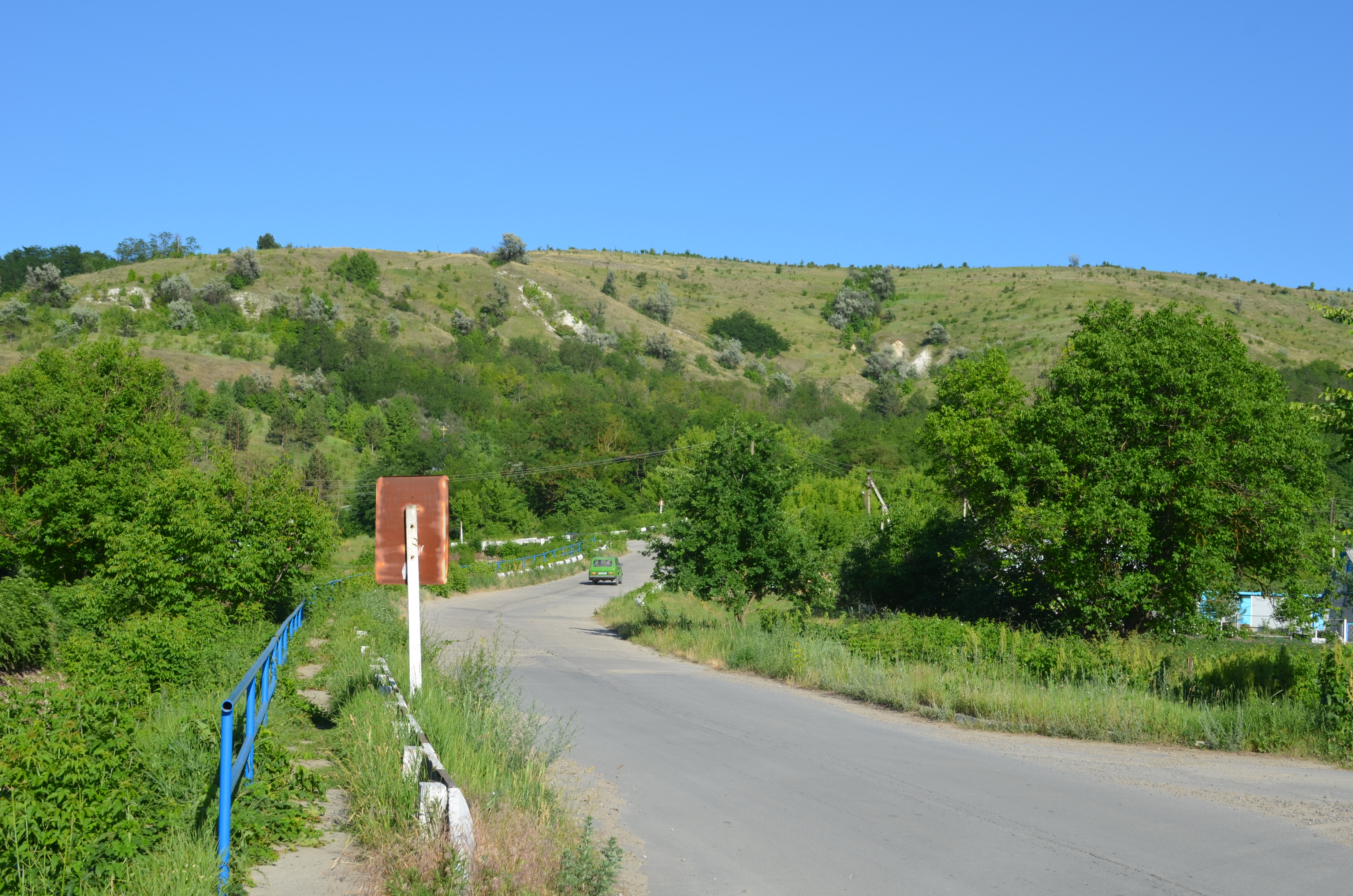
Дорога через міст
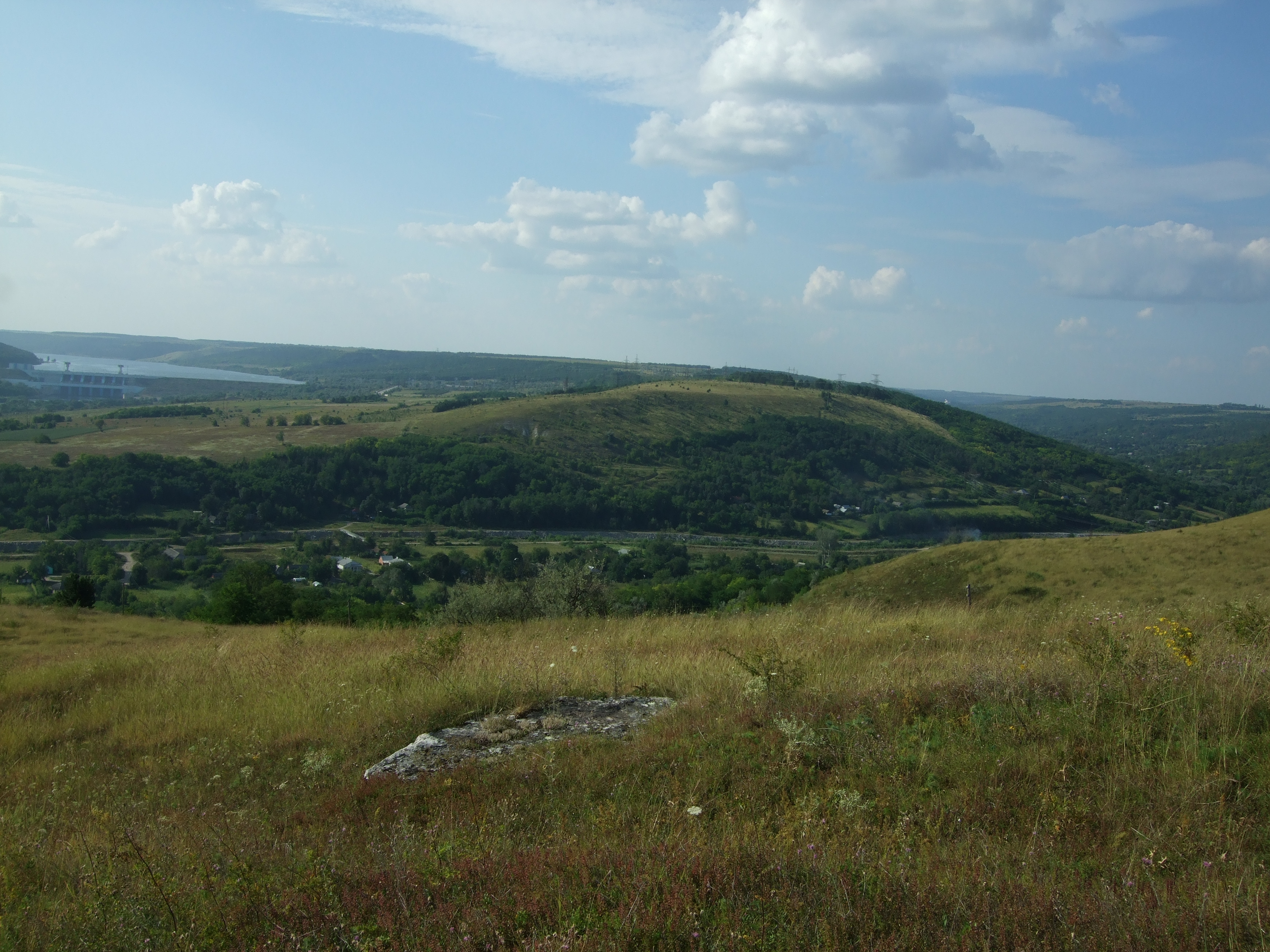
Бернашівський ботанічний заказник
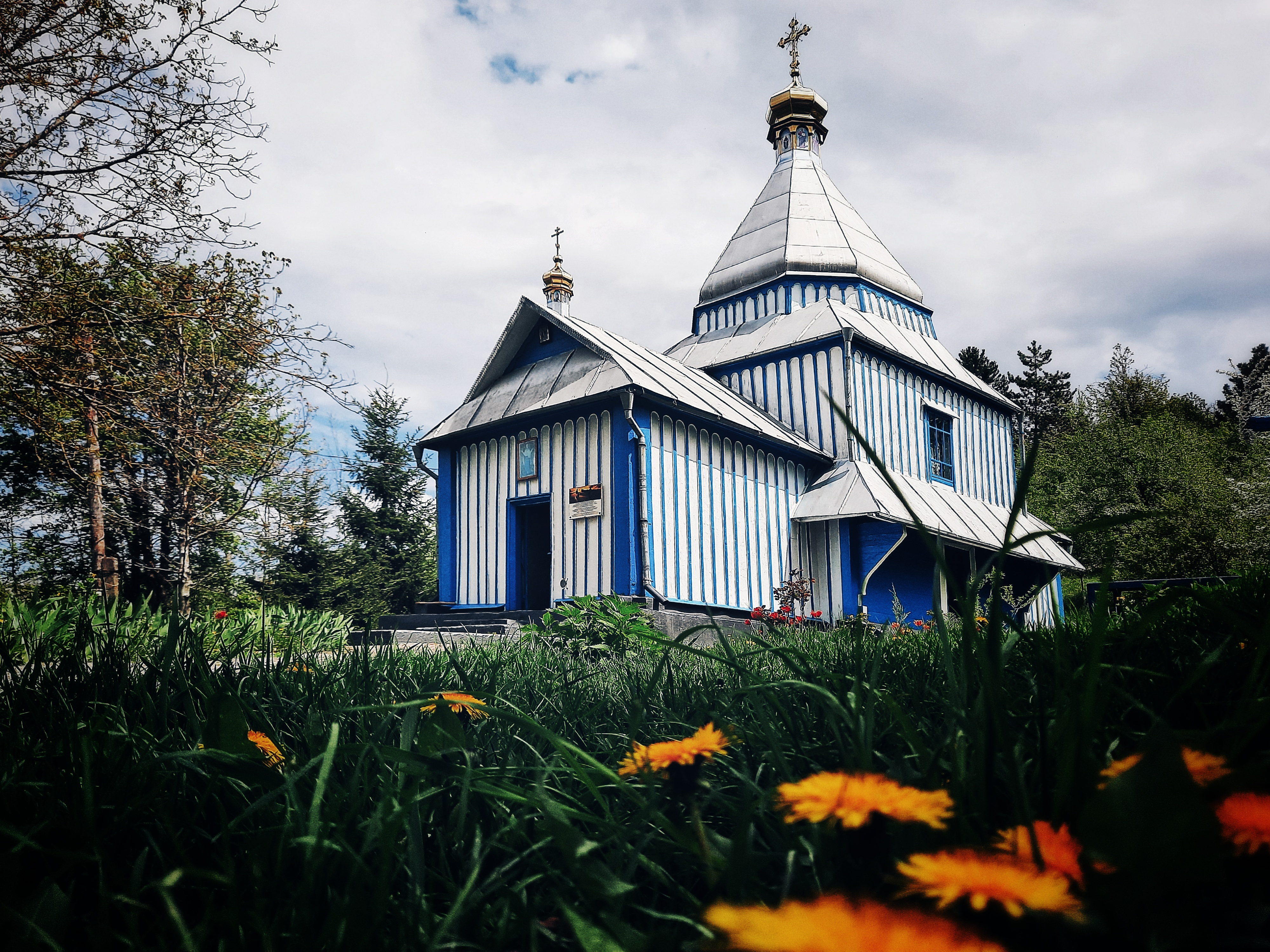
Церква Покрови Пресвятої Богородиці (XVIII ст.)
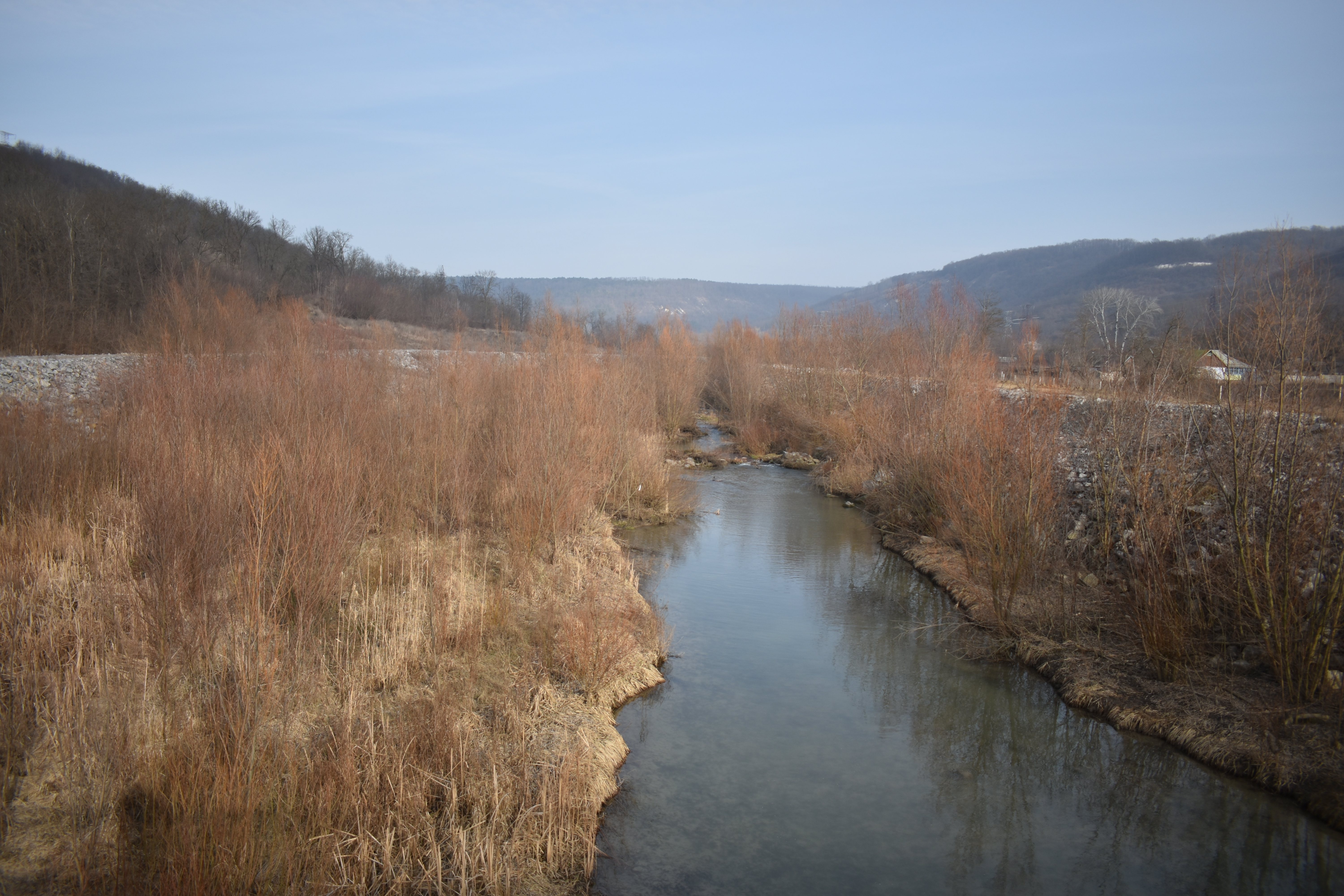
річка Жван
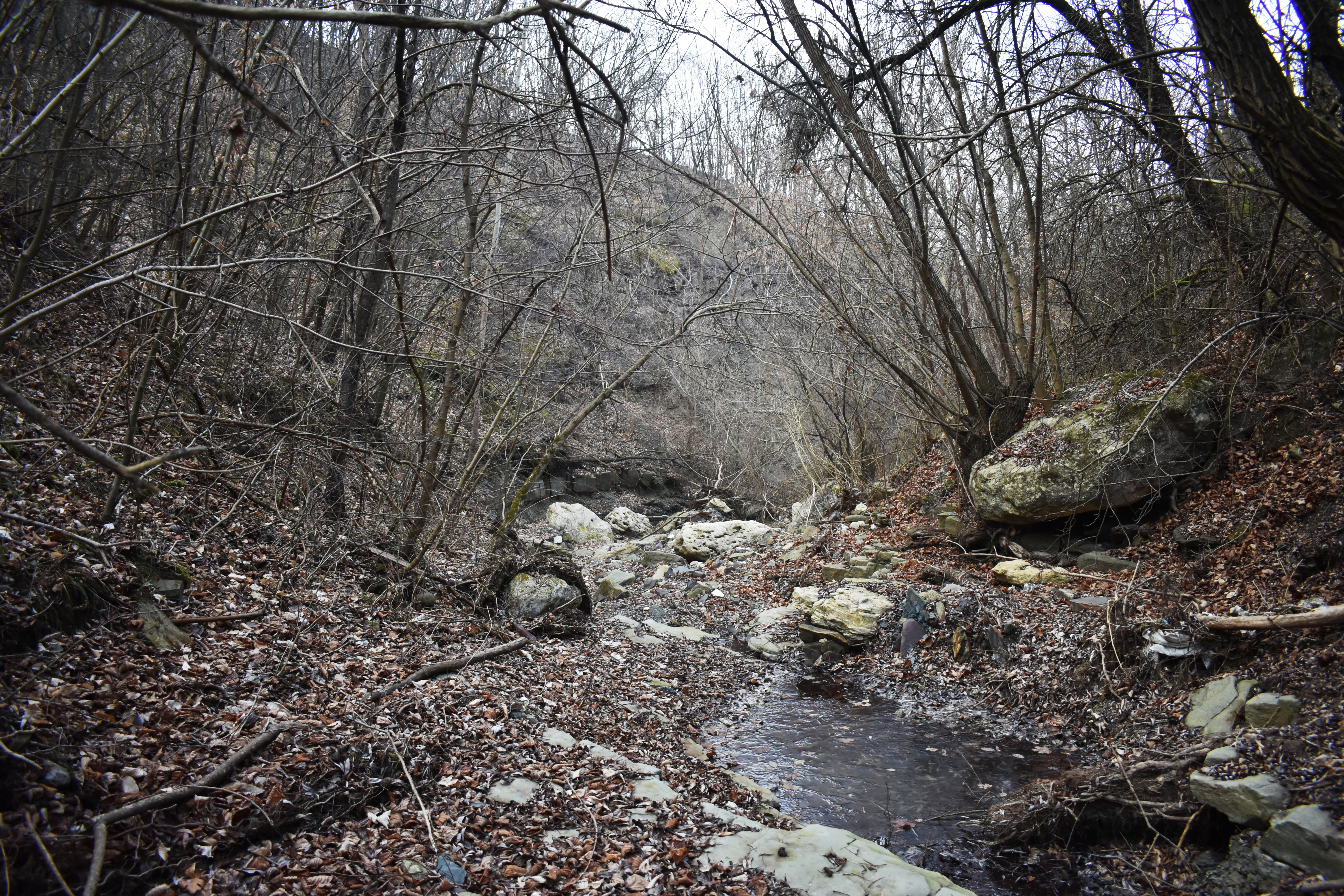
Каньйон
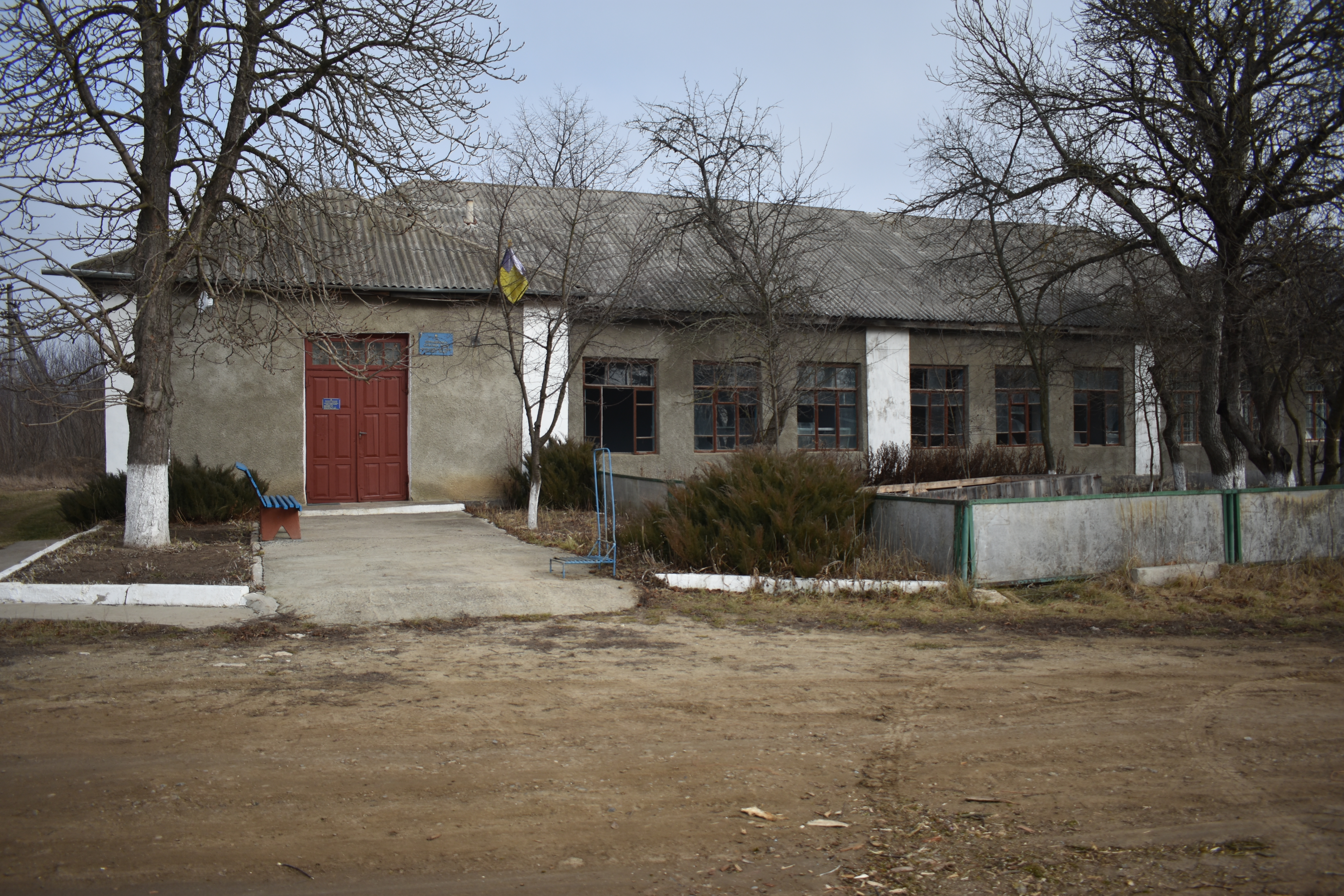
Приміщення сільської ради
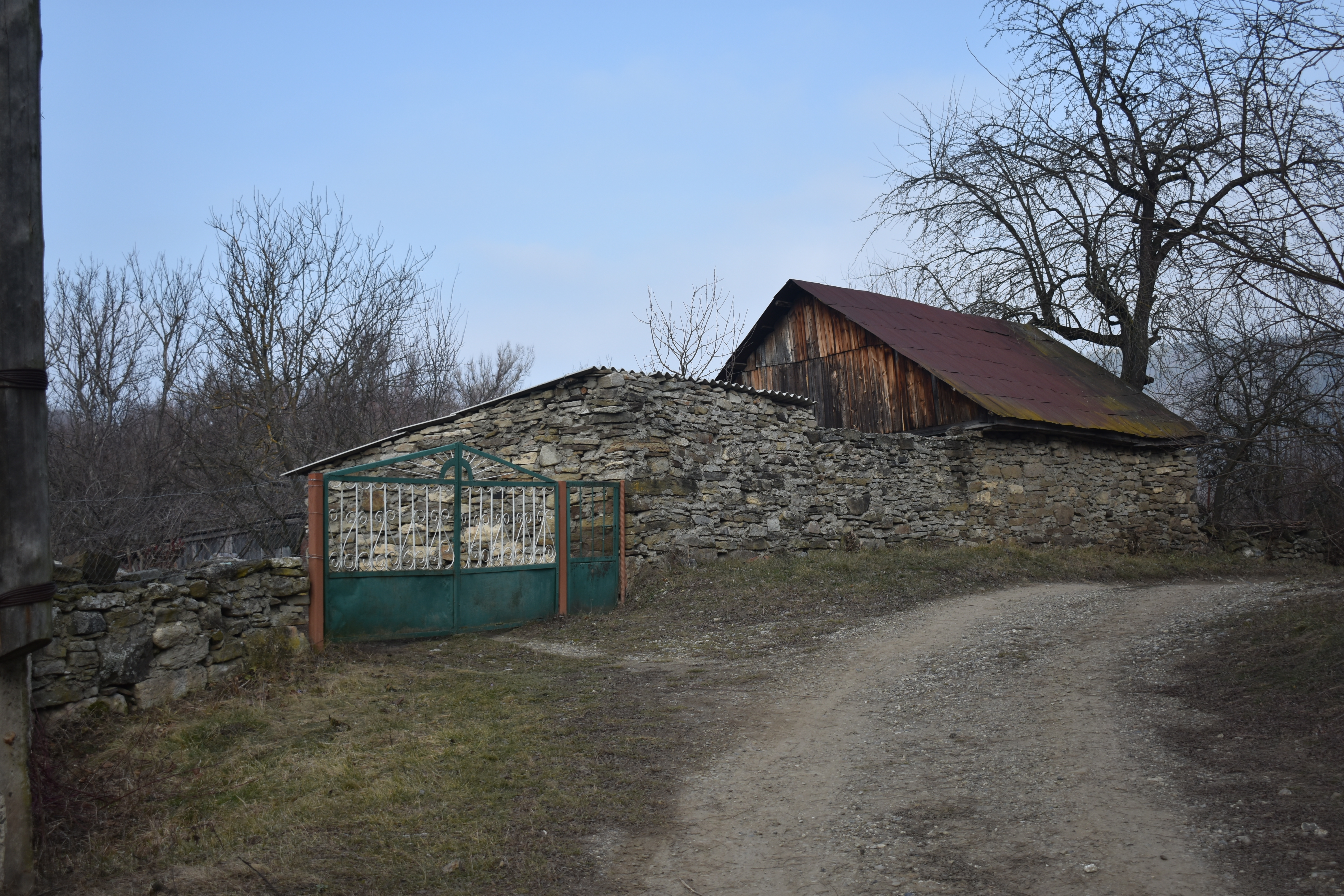
Вулиця

## Пам'ятки, визначні місця

### Церква Покрова Пресвятої Богородиці
Дерев'яна церква Покрова Пресвятої Богородиці, збудована у другій половині XVIII століття. Вона однобанна, тризубна, пошальована, пофарбована у блакитний та білий кольори. Поряд із церквою знаходяться дерев'яно-цегляна дзвіниця та кам'яні хрести<. Внесена до реєстру пам'яток архітектури місцевого значення.

### Бернашівський ботанічний заказник
Бернашівський ботанічний заказник створений для охорони ділянки степової рослинності на схилі у долині річки Жван — притоки річки Дністер. Територія заказника знаходиться на східному (лівому) схилі долини Жвану. Територія витягнута з півночі на південь і прилягає до села Бернашівка. На півночі до неї прилягає лісовий масив. В нижній частині схилу розташована дерев'яна церква Покрова Пресвятої Богородиці. Пам'яткоохоронний статус присвоєно згідно з рішенням Вінницької обласної ради від 17 грудня 1999 року. Перебуває у віданні Бернашівської сільської ради. 

### Пісковики Бернашівки
Геологічна пам'ятка природи загальнодержавного значення «Пісковики Бернашівки» розташована при північно-східній околиці села Бернашівка. Пам'яткоохоронний статус присвоєно у 1984 році.

## Археологічні розвідки
У 1977—1978, 1987, 1989—1995 роках в селі були досліджені об'єкти трипільської культури ранньотрипільського поселення Бернашівка І (IV—III тис. до н. е.), поєнешти-лукашівської культури (III—IV століття н. е.) та празької культури (V—VII століття н. е.).
Унікальним є відкриття Й. Винокуром житла-майстерні слов'янського ювеліра межі V—VI століть н. е. Було знайдено 64 кам'яні ливарні ювелірні форми та керамічний тигель. Метал плавили безпосередньо в житлі у печі-кам'янці. У формах відливали п'ятипальчасті фібули, нашивки та підвіски, медальйони та пряжки, кільця, пластини та інші аналогічні предмети. Знахідки Бернашівської майстерні свідчать про високу професійну майстерність слов'янських ювелірів.